# First Show in the Appearance Business
First Show in the Appearance Business (The BBC Sessions, 1973-76) is het 22e album van de Britse progressieve-rockmusicus Kevin Ayers.
Op het album staan opnamen van 11 april 1973 (eerste drie nummers), van 9 juli 1974 (nummers 4 t/m 7) en van 13 juli 1976 (de laatste vier nummers). Alle opnamen zijn gemaakt in de BBC-studio's in Londen.

## Tracklist
1. Interview - 5:20
2. O Wot a Dream - 2:44
3. Shouting in a Bucket Blues - 3:46
4. Another Whimsical Song - 0:25
5. Lady Rachel - 3:53
6. Stop This Train - 6:11
7. Didn't Feel Lonely till I Thought of You - 4:37
8. Mr Cool - 3:02
9. Love's Gonna Turn You Round - 4:45
10. Star - 4:40
11. Ballad of Mr Snake - 2:23

## Bezetting
- Kevin Ayers: zang, gitaar

Met (nummer 1-3):
- Archie Leggett: basgitaar, zang
- Eddie Sparrow: drums, achtergrondzang
- Mike Ratledge: orgel (alleen eerste nummer)

(nummer 4-7): 
- Ollie Halsall: gitaar
- John 'Rabbit' Bundrick: keyboard
- Freddie Smith: drums

(nummer 8-11): 
- Andy Summers: gitaar
- Zoot Money: keyboard
- Charlie McCracken: basgitaar
- Rob Townsend: drums